# 데이비 보이 스미스

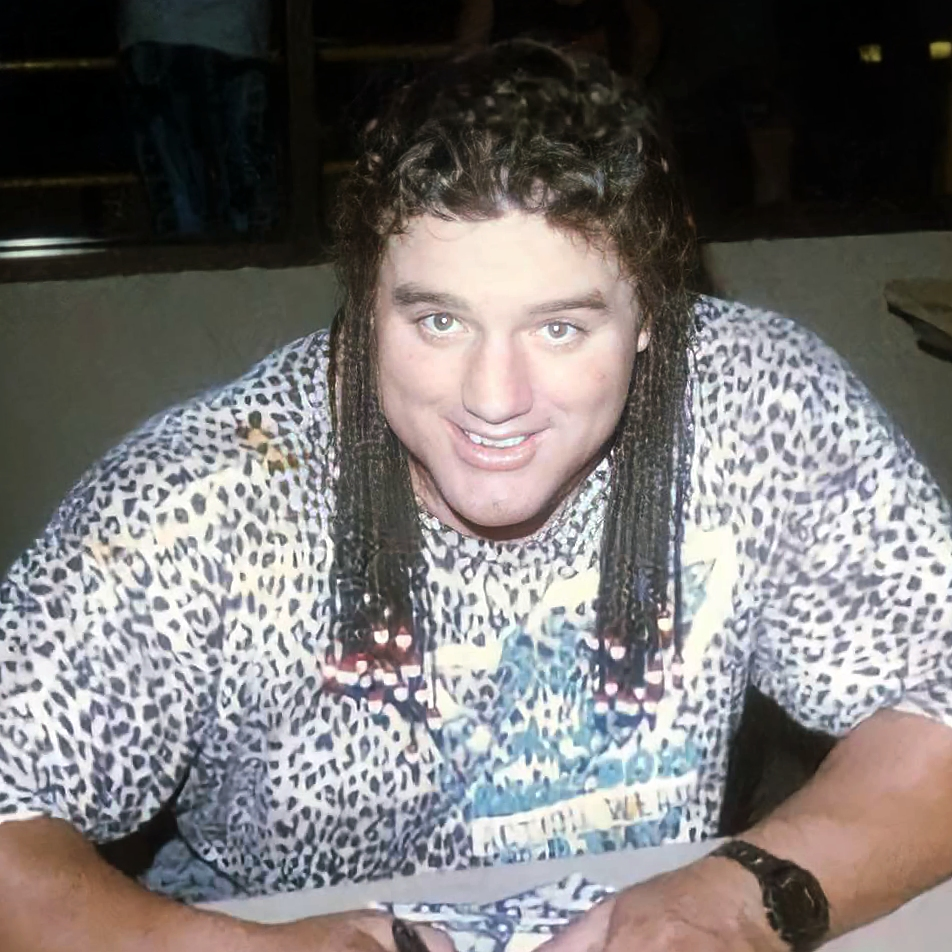

데이비드 보이 스미스(David Boy Smith, 1962년 11월 27일 ~ 2002년 5월 18일)는 영국의 프로레슬링선수다. 1978년 프로레슬링 입문했으며 2000년에 은퇴했다. 2002년에 약물중독으로 인한 심장마비로 사망했다. 향년 41세다. 브리티시 불독(British Bulldog)이라는 이름으로 잘 알려져 있다. 데이비드 하트 스미스는 아들이다.

## 신체 사항
키 180cm
몸무게 118kg

## 수상
- IWA 헤비웨이트 챔피언 1회
- NWA Stampede 인터내셔널 태그팀 챔피언 (캘거리 버전) 2회 - 브루스 하트
- Stampede 브리티쉬 코먼웰스 미드 헤비웨이트 챔피언 1회
- Stampede 레슬링 인터내셔널 태그팀 챔피언 2회 - 다이너마이트 키드
- Stampede 노스 아메리칸 헤비웨이트 챔피언 2회
- Stampede 월드 미드 헤비웨이트 챔피언 1회
- WWWA 인터컨티넨탈 챔피언 1회
- WWE 인터컨티넨탈 챔피언 1회
- WWE 월드 태그팀 챔피언 (구 버전) 2회 - 다이너마이트 키드 (1회), 오웬 하트 (1회)
- WWE 유러피언 챔피언 2회
- WWE 하드코어 챔피언 2회

## 같이 보기
- 더 하트 파운데이션